# Michał Kasperowicz
Michał Kasperowicz (ur. 8 kwietnia 1986 w Jeleniej Górze) – polski bobsleista, olimpijczyk z Soczi (2014).

## Kariera sportowa
Początkowo uprawiał lekką atletykę, jako zawodnik MKL 12 Jelenia Góra. Jego największym sukcesem był brązowy medal młodzieżowych mistrzostw Polski w 2007 w biegu na 110 m ppł.
Od 2009 startował w zawodach bobslejowych, w 2010 wystąpił na mistrzostwach świata juniorów, zajmując 10. miejsce w dwójce (z Mateuszem Lutym) i 7. miejsce w czwórce (z Mateuszem Lutym, Mariuszem Ślepokurą i Jakubem Pawiłojciem). Na mistrzostwach świata seniorów w 2011 zajął 18. miejsce w czwórce (z Dawidem Kupczykiem, Marcinem Niewiarą i Pawłem Mrozem), na mistrzostwach świata seniorów w 2013 był 26. w dwójce (z Mateuszem Lutym). Na mistrzostwach Europy w 2014 zajął 14. miejsce w czwórce (z Dawidem Kupczykiem, Danielem Zalewskim i Pawłem Mrozem).
W 2014 wystąpił na igrzyskach olimpijskich w Soczi, gdzie w czwórce z Dawidem Kupczykiem, Danielem Zalewskim i Pawłem Mrozem zajął 27. miejsce. Polski zespół został jednak zdyskwalifikowany wobec stwierdzonego dopingu u Zalewskiego.